# 胡廷僖
胡廷僖（Michael Hồ Đình Hy）1808年—1857年5月22日）是一位越南阮朝官员，因天主教信仰遭嗣德帝处死。他在1988年与其他116位越南殉道圣人一同列圣。

## 生平
胡廷僖出生在越南北部的一个天主教家庭，父亲是富有的丝绸商人。他是12个孩子中活下来的5个孩子中最年幼的一个。他娶了一位教友，育有二子三女。如同当时其他的越南天主教友，他们是在私下保持信仰。在21岁时成为五品官，担任皇家丝绸厂的监督。他是为数不多获得信赖的官员，曾被派出国到新加坡和马来僖亚。在迫害天主教的高潮中，他的长子要求成为一名神父，他安排他到印尼学习。他的另一个儿子在12岁时去世，胡廷僖按照儒家传统，要求长子还俗回家。他在任期间，曾多行善事，帮助当地的不幸者，又用商船运送法国和葡萄牙传教士来往越南各地。在回忆录中写道，当运送巴黎外方传教会主教的船只损坏本地商船时，他用自己的官服作为赔偿。他被委托来保护传教士的书面记录。这些活动是非法的，因为天主教传教活动已被阮朝禁止。他未能公开表明信仰，直到晚年。作为天主教友的保护者，胡廷僖惹恼了他的同伴官吏。一位官员未能进入皇家丝绸厂，愤而向皇帝举报胡廷僖从事天主教活动。

### 死亡
嗣德帝批准了胡廷僖的死刑。他在游街示众受羞辱后被斩首，所有财产被当地官员没收。一些目击者证实他拒绝进食最后一餐，选择在他的出生地附近，身穿官服受死。巴黎外方传教会的神父的回忆录提到他由当地神父举行了终傅圣事仪式。他的遗体被安葬在Phú Cam 天主堂和他的出生地。他是阮朝最后一位被处死的高级官员。他最后的宗教仪式在他的妻子和已婚的女儿幫助下，由当地的牧师舉行。

## 列圣
胡廷僖于1900年由利奥十三世列福，于1988年与其他116位越南殉道圣人一同由若望保禄二世列圣。
为了纪念他在1900年列福，一位历史学家赋诗总结他的生平如下：
| 原文                            | 现代翻译                                                    |
| ------------------------------- | ----------------------------------------------------------- |
| 嗣德御题文苦刻， 黎乌朱点笔逍遥 | 嗣德帝谴责了他的俗世生活， 教宗利奥十三世却在他身后尊荣他。 |